# Muntele Bocului
Muntele Bocului – wieś w Rumunii, w okręgu Kluż, w gminie Băișoara. W 2011 roku liczyła 55 mieszkańców.